# Greatest Hits II (álbum de Queen)
Greatest Hits II es un álbum recopilatorio que contiene las canciones exitosas de 1981 a 1991 de la banda de rock Queen, lanzado el 28 de octubre de 1991 por EMI en el Reino Unido.Las ventas de este disco, sumado al álbum estadounidense Classic Queen, acumulan más de 20 millones de copias actualmente. Se estrena nuevo logotipo y escudo de la banda. En varias canciones hay cortes de pocos segundos que las hace únicas en materia de versiones alternativas como en "Headlong", "Who Wants to Live Forever" y "Under Pressure", entre otros. El disco se publicó apenas un mes antes del fallecimiento del vocalista de la banda Freddie Mercury, y supone el último material publicado por el grupo con su cantante en vida.

## Lista de canciones
| N.º | Título                                                           | Escritor(es)                   | Duración |  |
| 1.  | «A Kind Of Magic» (de A Kind Of Magic, 1986)                     | Roger Taylor                   | 4:24     |  |
| 2.  | «Under Pressure» (de Hot Space, 1982)                            | David Bowie, Queen             | 3:57     |  |
| 3.  | «Radio Ga Ga» (de The Works, 1984)                               | Roger Taylor                   | 5:49     |  |
| 4.  | «I Want It All» (Versión de sencillo, (de The Miracle, 1989)     | Brian May                      | 4:03     |  |
| 5.  | «I Want To Break Free» (Versión de sencillo, de The Works, 1984) | John Deacon                    | 4:18     |  |
| 6.  | «Innuendo» (de Innuendo, 1991)                                   | Freddie Mercury, Roger Taylor  | 6:29     |  |
| 7.  | «It's A Hard Life» (de The Works, 1984)                          | Freddie Mercury                | 4:08     |  |
| 8.  | «Breakthru» (de The Miracle, 1989)                               | Freddie Mercury, Roger Taylor  | 4:07     |  |
| 9.  | «Who Wants to Live Forever» (de A Kind of Magic, 1986)           | Brian May                      | 4:56     |  |
| 10. | «Headlong» (de Innuendo, 1991)                                   | Brian May                      | 4:32     |  |
| 11. | «The Miracle» (de The Miracle, 1989)                             | Freddie Mercury, John Deacon   | 4:55     |  |
| 12. | «I'm Going Slightly Mad» (de Innuendo, 1991)                     | Freddie Mercury, Peter Straker | 4:06     |  |
| 13. | «The Invisible Man» (de The Miracle, 1989)                       | Roger Taylor                   | 3:40     |  |
| 14. | «Hammer To Fall» (Versión de sencillo, de The Works, 1984)       | Brian May                      | 3:39     |  |
| 15. | «Friends Will Be Friends» (de A Kind of Magic, 1986)             | Freddie Mercury, John Deacon   | 4:07     |  |
| 16. | «The Show Must Go On» (de Innuendo, 1991)                        | Brian May                      | 4:24     |  |
| 17. | «One Vision» (Versión de sencillo, de A Kind of Magic, 1986)     | Queen                          | 4:02     |  |

| CD version Algunas pistas fueron editadas para CD por David Richards |                                                         |          |  |
| N.º                                                                  | Título                                                  | Duración |  |
| 1.                                                                   | «A Kind of Magic» (desvanecimiento temprano)            | 4:22     |  |
| 2.                                                                   | «Under Pressure» (versión editada)                      | 3:58     |  |
| 3.                                                                   | «Radio Ga Ga»                                           | 5:43     |  |
| 4.                                                                   | «I Want It All» (single version)                        | 4:01     |  |
| 5.                                                                   | «I Want to Break Free» (single remix)                   | 4:18     |  |
| 6.                                                                   | «Innuendo»                                              | 6:27     |  |
| 7.                                                                   | «It's a Hard Life»                                      | 4:09     |  |
| 8.                                                                   | «Breakthru»                                             | 4:09     |  |
| 9.                                                                   | «Who Wants to Live Forever» (versión editada)           | 4:57     |  |
| 10.                                                                  | «Headlong» (edición original Innuendo LP)               | 4:33     |  |
| 11.                                                                  | «The Miracle» (desvanecimiento temprano)                | 4:54     |  |
| 12.                                                                  | «I'm Going Slightly Mad» (edición original Innuendo LP) | 4:07     |  |
| 13.                                                                  | «The Invisible Man»                                     | 3:58     |  |
| 14.                                                                  | «Hammer to Fall» (single version)                       | 3:40     |  |
| 15.                                                                  | «Friends Will Be Friends»                               | 4:10     |  |
| 16.                                                                  | «The Show Must Go On» (desvanecimiento temprano)        | 4:23     |  |
| 17.                                                                  | «One Vision» (single version)                           | 4:01     |  |